# Дос Торес
Дос Торес (на испански: Dos Torres) е населено място и община в Испания. Намира се в провинция Кордоба, в състава на автономната област Андалусия. Общината влиза в състава на района (комарка) Вале де лос Педрочес. Заема площ от 129 km². Населението му е 2563 души (по преброяване от 2010 г.). Разстоянието до административния център на провинцията е 84 km.

## Демография
| 1998 | 1999 | 2000 | 2001 | 2002 | 2003 | 2004 | 2005 | 2006 | 2007 |
| ---- | ---- | ---- | ---- | ---- | ---- | ---- | ---- | ---- | ---- |
| 2515 | 2602 | 2586 | 2597 | 2617 | 2575 | 2609 | 2616 | 2592 | 2601 |